# Jay Hernandez
Javier Manuel Hernandez, Jr (Montebello, 20 februari 1978) is een Amerikaans acteur van Mexicaanse afkomst. Hij maakte in 2000 zijn filmdebuut als Kikicho in Living the Life. Hij speelde sindsdien hoofdrollen in onder meer het romantische drama Crazy/Beautiful en in de exploitatie-horrorfilm Hostel.
Hernandez' cv bestaat voornamelijk uit filmrollen. In september 2006 speelde hij daarentegen in de televisieserie Six Degrees, als een van de hoofdpersonages. Deze reeks werd na één seizoen niettemin stopgezet.

## Biografie
Hernandez is een vierde generatie Mexicaans Amerikaan. Hij is het derde van vier kinderen van Javier en Isis, geboren na oudere broers Michael en Gabriel en voor zijn jongere zus Amelia. Hernandez zelf trouwde in 2006 met Daniella Deutscher, die Julie Connor speelde in meer dan honderd afleveringen van de Amerikaanse jeugdserie Hang Time (1995-2000).
In 2018 werd Hernandez de (snorloze) hoofdrolspeler in de reboot van de serie Magnum, P.I..

## Filmografie
*Exclusief televisiefilms
| - Toy Story 4 (2019) - Bright (2017) - A Bad Moms Christmas (2017) - Bad Moms (2016) - Suicide Squad (2016) - The Night is Young (2015) - Max (2015) - Trooper (2013) - LOL (2012) - Takers (2010) - Nothing Like the Holidays (2008) - Quarantine (2008) - Lakeview Terrace (2008) - American Son (2008) - Karas: The Revelation (2007, stem Engelstalige versie | - Hostel: Part II (2007) - Live! (2007) - Grindhouse (2007) - World Trade Center (2006) - Karas: The Prophecy (2006) - Nomad (2006) - Carlito's Way: Rise To Power (2005) - Hostel (2005) - Friday Night Lights (2004) - Ladder 49 (2004) - Torque (2004) - The Rookie (2002) - Joy Ride (2001) - Crazy/Beautiful (2001) - Living the Life (2000) |

## Televisieseries
*Exclusief eenmalige gastrollen
- Hang Time (Antonio Lopez) 1998-2000
- Undressed (Eddie) 2000
- Six Degrees (Carlos Green) 2006-2007
- Last Resort (Paul Wells) 2012
- Nashville (Dante Rivas) 2013
- Gang Related (Daniel Acosta) 2014
- The Exspanse (Dimitri Havelock) 2015
- Scandal (Curtis Pryce) 2017
- Magnum P.I. (Thomas Magnum) 2018-2024
- Hawaii Five O (Thomas Magnum) 2020

## Awards en nominaties
- ALMA Awards (Outstanding Actor in a Motion Picture – Grazy/Beautiful) 2002
- Fangoria Chainsaw Awards (Best Hero – Hostel) 2006
- Teen Choice Awards (Hostel) 2006

- Biblioteca Nacional de España: XX975290
- Bibliothèque nationale de France: cb14186741h (data)
- Gemeinsame Normdatei: 144039028
- International Standard Name Identifier: 0000 0001 1876 3055
- Library of Congress Control Number: no2002031161
- Nationale Bibliotheek van Tsjechië: xx0146562
- Nationale Bibliotheek van Israël: 987007424050905171
- Système universitaire de documentation: 119904373
- Virtual International Authority File: 54357349
- WorldCat: E39PBJm97JbBB4gyM7YJPWRdwC